# 南方錳業
中信大錳控股有限公司（港交所：1091）是中信資源旗下公司，主要從事錳勘探、開採和加工及連帶生產和銷售錳相關產品，中信大錳於2006年3月開始營運。
中信大錳股份本由中信資源及中信集團共同持有。其中，中信資源持有八成股權，餘下的由中信集團持有。中信大錳股份另持有中信大錳礦業65.5%股權（餘下股份由廣西壯族自治區政府全資擁有的廣西大錳礦業持有）。
2010年，中信大錳進行重組，廣西大錳將持有的中信大錳礦業34.5%股權，售予中信大錳，以換取中信大錳股權。交易完成後，中信資源在中信大錳的持股量將降至52.4%，而廣西大錳則持有中信大錳34.5%；中信則持有餘下的13.1%。
中信大錳於2010年11月於香港交易所上市，集資最多20.625億港元。
2015年6月15至17日，該公司透過旗下中信大錳投資有限公司，以總代價239,775,000港元，或每股平均價0.718港元，收購中國多金屬礦業上市證券。

## 外部連結
- 中信大錳控股有限公司網頁（页面存档备份，存于）
- 中信大锰矿业有限责任公司網頁（页面存档备份，存于）
- 中信大錳控股有限公司投股章程（页面存档备份，存于）